# 마다가스카르매
마다가스카르매(Madagascar harrier-hawk)는 수리과에 속하는 매우 큰 맹금류의 일종으로, 마다가스카르 고유종이다.

## 묘사
마다가스카르매는 접으면 거의 꼬리 끝까지 닿는 길고 넓은 날개를 가진 큰 맹금류이다. 검은 꼬리에 검은색을 길이의 절반으로 나누는 하나의 넓은 회색 띠가 있다. 다 자란 새는 위가 회색이고 검은 비행 깃털이 있다. 상체는 흰색이고 가슴, 배, 날개 밑 덮개는 짙은 어두운 색의 고리가 있으며 위쪽 유방과 목구멍은 윗부분과 같은 색이며 회색 후드를 형성한다. 부리는 노란색이고 끝은 검은색이며 다리는 노란색이다.

## 분포 및 서식지
마다가스카르매는 마다가스카르의 대부분 지역에서 적은 숫자이긴 하지만 꽤 광범위하고 흔하지만 삼림이 우거진 중앙 고원에서는 거의 발견되지 않다. 해발고도에서 2,000m 높이까지 발견될 수 있다.
마다가스카르매는 다양한 서식지에서 발생하지만 방해받지 않는 저지대 우림을 선호하는 것으로 보인다. 산지 우림, 가시가 돋친 사막 관목, 황폐화된 숲 및 이국적인 나무 농장을 포함한 기타 삼림 서식지에서도 기록되었다.

## 습관
마다가스카르매는 다양한 식습관을 가지고 있으며 작은 새, 설치류, 파충류, 곤충, 작은 여우원숭이를 먹는 것으로 기록되어 있다. 아프리카매처럼 그들은 다리를 앞뒤로 구부릴 수 있는 주간 관절이 있는 특이한 형태학적 적응을 가지고 있다. 그들이 발을 사용하여 나무 줄기의 구멍, 직조 둥지 및 바위 틈과 같은 숨겨진 장소에서 먹이를 찾고 제거할 수 있다는 것을 의미한다.